# Lepidium tianschanicum
Lepidium tianschanicum är en korsblommig växtart som först beskrevs av Viktor Petrovitj Botjantsev och Aleksei Ivanovich Vvedensky, och fick sitt nu gällande namn av Al-shehbaz. Lepidium tianschanicum ingår i släktet krassingar, och familjen korsblommiga växter. Inga underarter finns listade i Catalogue of Life.